# Payros-Cazautets
Payros-Cazautets är en kommun i departementet Landes i regionen Nouvelle-Aquitaine i sydvästra Frankrike. Kommunen ligger i kantonen Geaune som tillhör arrondissementet Mont-de-Marsan. År 2022 hade Payros-Cazautets 106 invånare.

## Befolkningsutveckling
Antalet invånare i kommunen Payros-Cazautets
Referens:INSEE